# Ashram

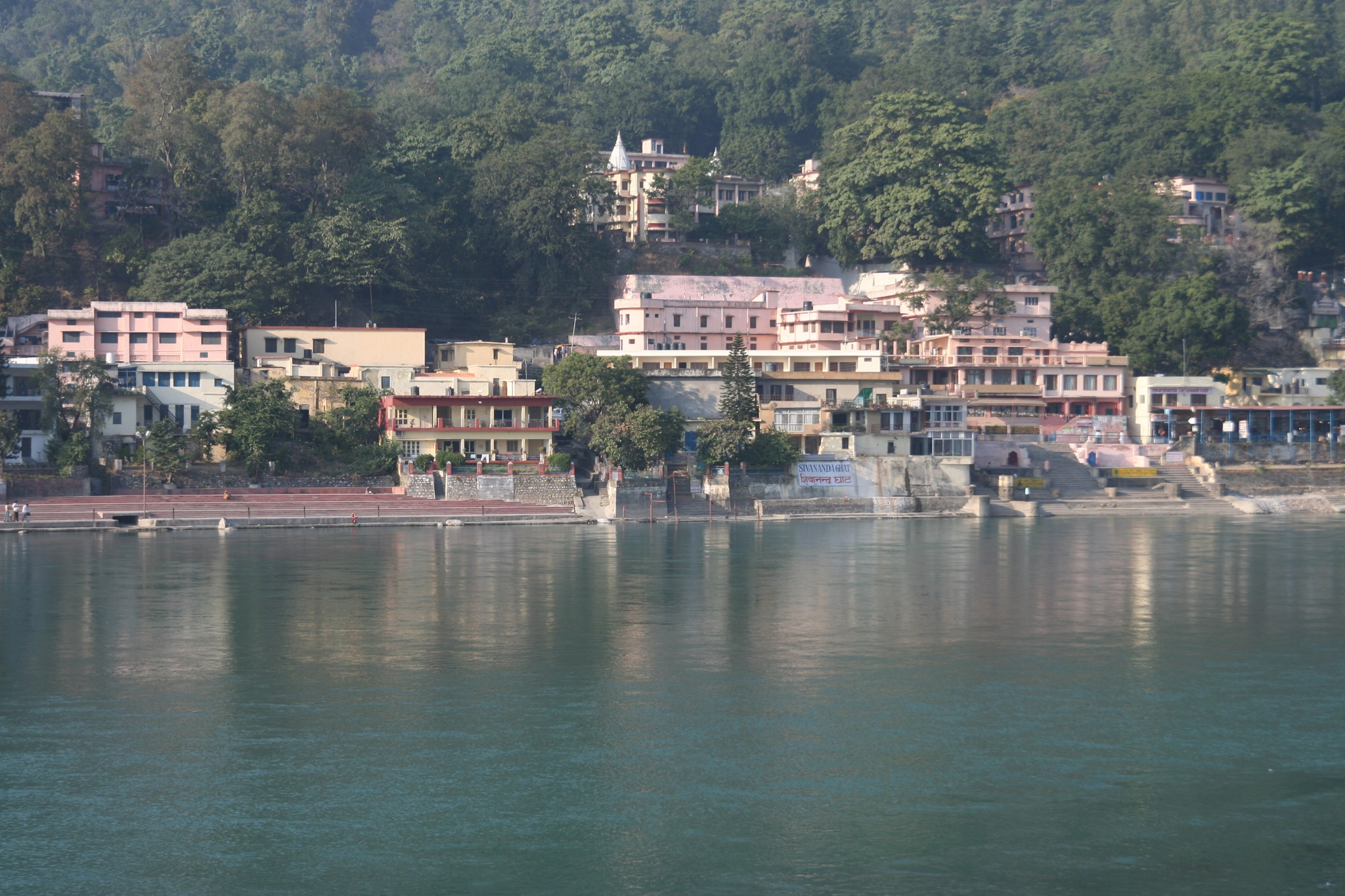
Sivananda Ashram, Rishikesh, trụ sở của Hiệp hội Đời sống Thần thánh, được Sivananda Saraswati thành lập vào năm 1936

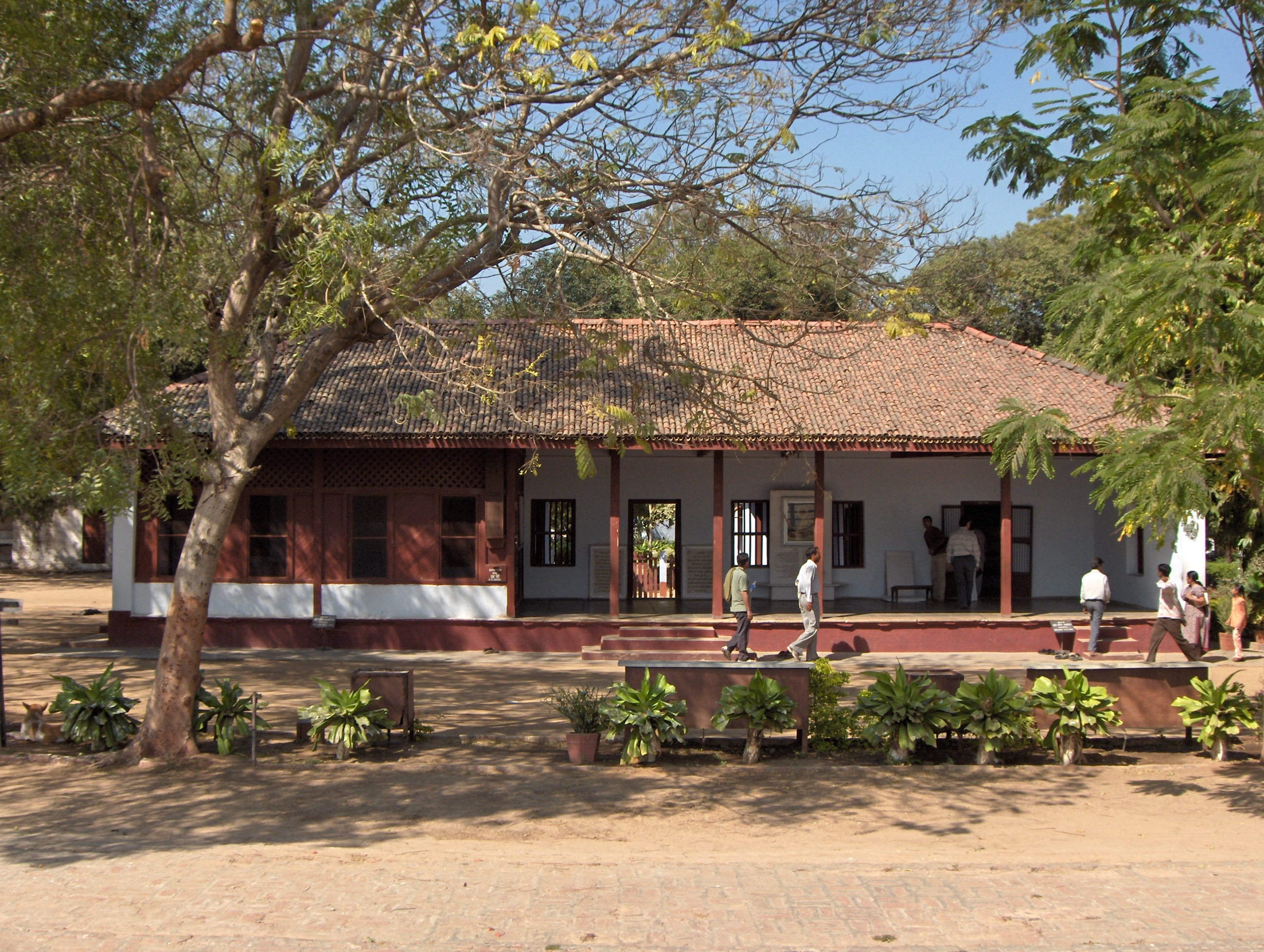
Sabarmati Ashram, nơi Mahatma Gandhi ở lại

Ashram  (tiếng Phạn: ashrama hoặc ashramam) là một địa điểm ẩn thất tâm linh (trú ẩn tôn giáo) hoặc một tu viện trong các tôn giáo Ấn Độ.

## Từ nguyên
Thuật ngữ ashram (tiếng Phạn: आश्रम, phát âm tiếng Phạn: [aːɕɽɐmɐ]) xuất phát từ gốc tiếng Phạn śram- (श्रम् श्रम्  () ('cày bừa'). Theo SS Chandra, thuật ngữ này có nghĩa là "một bước trong hành trình của cuộc sống". Ngược lại, theo George Weckman, thuật ngữ ashram có nghĩa là một nơi mà người ta cố gắng hướng tới mục tiêu một cách có kỷ luật. Một mục tiêu như vậy có thể là khổ hạnh, tâm linh, yoga hoặc bất kỳ mục tiêu nào khác.

## Tổng quan

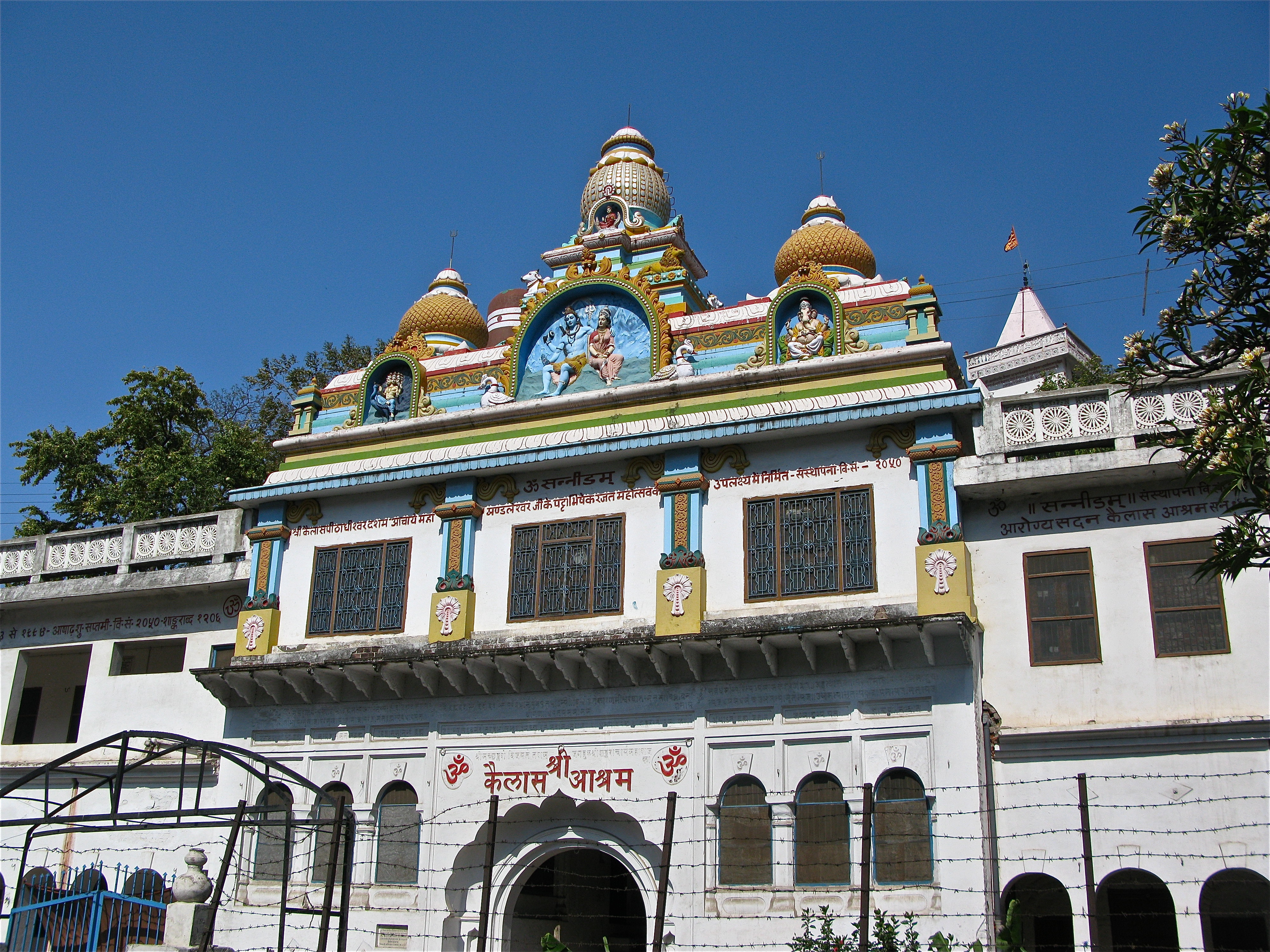
Kailash Ashram, Muni Ki Reti, Rishikesh, được thành lập bởi Dhanraj Giri

Theo truyền thống, một ashram, nhưng không nhất thiết là ở thời hiện đại, nằm cách xa nơi ở của con người, trong rừng hoặc vùng núi, giữa môi trường tự nhiên sảng khoái có lợi cho việc hướng dẫn tâm linh và thiền định. Các cư dân của một ashram thường xuyên thực hiện các bài tập tinh thần và thể chất, chẳng hạn như các hình thức yoga khác nhau. Những hành động hy sinh và chuộc lỗi khác, như yajnas, cũng được thực hiện. Nhiều ashram cũng phục vụ như gurukula, trường dân cư cho trẻ em theo truyền thống guru-shishya.
Đôi khi, mục tiêu của một cuộc hành hương đến ashram không phải là sự yên tĩnh, mà là sự chỉ dẫn trong một số nghệ thuật, đặc biệt là chiến tranh. Trong Ramayana, các hoàng tử của Ayodhya, Rama và Lakshmana cổ đại, đến ashram của Vishvamitra để bảo vệ yajnas của mình khỏi bị quỷ dữ của quỷ vương chiếm cứ. Sau khi họ chứng minh được khí phách của mình, các hoàng tử nhận được các bài học võ thuật từ nhà hiền triết, đặc biệt là trong việc sử dụng vũ khí thần thánh. Trong Mahabharata, Krishna, khi còn trẻ, đã đi đến đạo tràng của Sandipani để có được kiến thức về cả vấn đề trí tuệ và tâm linh.